# 6982 Cesarchavez
A 6982 Cesarchavez (ideiglenes jelöléssel (6982) 1993 UA3) a Naprendszer kisbolygóövében található aszteroida. Eleanor F. Helin fedezte fel 1993. október 16-án.